# Rhusopus turneri
Rhusopus turneri är en insektsart som beskrevs av Webb 1976. Rhusopus turneri ingår i släktet Rhusopus och familjen dvärgstritar. Inga underarter finns listade i Catalogue of Life.